# Maciji Facula
La Maciji Facula è una struttura geologica della superficie di Mercurio.